# 霍莫恰鄉
46°08′N 27°14′E / 46.133°N 27.233°E
霍莫恰鄉（羅馬尼亞語：Comuna Homocea, Vrancea），是羅馬尼亞的鄉份，位於該國東部，由弗朗恰縣負責管轄，面積22平方公里，海拔高度92米，2002年人口7,186，人口密度每平方公里334人。